# كريمة كريمة (مسلسل)
مسلسل كوميدي تم عرضه في رمضان 2009 بطولة الفنانة ماجدة زكي، وعزت أبو عوف، ومي كساب، ولطفى لبيب والفنان القدير محمود الجندي.

## الملخص
كريمة سيدة مكافحة من أسرة فقيرة في حى شعبي، أم لثلاثة أبناء أكبرهم في الجامعة وأصغرهم في الصف الخامس الابتدائى.
كريمة زوجة لموظف بسيط في الحكومة وهي تعمل خياطة وخاطبة وممرضة من أجل أن تساعد زوجها في مصارف المنزل والأولاد، ولا تعرف أن النقود التي يأخذها منها زوجها يصرفها على زوجته الأخرى التي تزوجها بدون علمها، وهي ابنة جار كريمة في نفس العمارة، والظريف أن كريمة كخاطبة كانت تسعى لتزويج زوجة زوجها من جار ثالث لهم في العمارة نفسها.
عباس زوج كريمة يلقى مصرعه في حادث سيارة، وتكتشف كريمة بعد وفاته أنه كان متزوجا عليها، فتصدم بشدة، ولكن يخفف من أثر الصدمة أنها تكتشف أن زوجها قبل وقاته قد ورث مبلغا كبيرا من المال أخفاه عنها وعن ضرتها، تفرح كريمة بالمال، ولكنها سرعان ما تكتشف أن ضرتها حامل في توأمين من زوجها، وهو ما يعنى أنها ستقتسم المال هي وتوأماها مع كريمة وأولادها ترى كريمة أن هذا الميراث سيعبر بها وبأولادها من خط الفقر الذي عانت منه طيلة حياتها، ويتحول حرصها على المال إلى بخل شديد يقرر أبناؤها أن يعالجوها منه.
و بالاتفاق مع الطبيب النفسانى عرفة تبدأ خطة العلاج الذي لا تدرى به كريمة فريدة عمة كريمة التي تعيش في الفيوم بمفردها سنين طويلة تحضر إلى القاهرة مدعية أنها جاءت لإجراء فحوصات طبية، وتكتشف كريمة بالصدفة أن عمتها قد أوصت لها بثلث ثروتها بعد وفاتها، وتعرف من الشخص الذي جاء يمثل دور الطبيب أن فريدة على وشك الموت، وتضغط فريدة على كريمة لتتخلص من بخلها وتلبى رغبات أبنائها وتستثمر أموالها بدلا من كنزها في البنك وينشأ صراع لطيف بين فريدة وكريمة التي تضطر لطاعة عمتها طمعا في الميراث المنتظر، وتتخلص من بخلها تدريجيا، وتقع في حب عرفة طبيها المعالج، وبعد عدة مشروعات فاشلة تنجح فريدة في عملها وتستثمر أموالها في صناعة وتجارة الملابس وتمرض العمة فريدة مرضا حقيقيا هذه المرة، وتكتشف فريدة الخطة التي وضعها عرفة بالاتفاق مع أولادها، وتعرف أنه لا ميراث في انتظارها، وعلى أثر الصدمة تعتزل الجميع، ثم تفاجأ بأن مطلوب منها أن تساهم في علاج عمتها بمبلغ كبير من المال، ولأنها قد أحبت عمتها فعلا فإنها تقرر أن تتبرع لها بالمبلغ المطلوب، وتذهب إلى المستشفى لتسليمهم المبلغ قتجد عمتها قد ماتت، ويقول لها عرفة إنها بهذا المبلغ قد عالجت نفسها من البخل قبل أن تعالج عمتها ترفض كريمة أن تستعيد هذا المبلغ وتتبرع به لبناء دار أيتام تحمل اسم العمة المتوفية، وتتزوج كريمة من عرفة الذي أحبها وأحبته بعد أن عالجها من البخل الذي كاد يدمر حياتها وتنتهي حلقات هذا المسلسل الذي يناقش فكرة العطاء أكثر مما يطرح قضية البخل.. العطاء ذلك النبع الإنساني المتدفق في قلب كل إنسان والذي إذا إكتشفه أسعد به نفسه وكل من حوله

## الممثلين
1. ماجدة زكي: (كريمة)
2. عزت أبو عوف: (عباس زوج كريمة)
3. مي كساب: (ميرفت زوجة عباس الثانية وزوجة عزت بعده)
4. رامز أمير: (أيمن أبن كريمة الأكبر)
5. رانيا منصور: (مها أبنة كريمة)
6. نهاد نور: (عبد الجبار أبن كريمة الأصغرة)
7. سهير الباروني: (فريدة عمة كريمة)
8. تامر يسري: (شريف زوج مها وأبن كارم)
9. أسامة عباس: (كارم)
10. دنيا المصري: (سارة زميلة أيمن بالجامعة)
11. حمدي السخاوي: (والد سارة ورئيس أيمن في العمل)
12. حجاج عبد العظيم: (ممدوح أبن عم عباس)
13. علاء زينهم: (كبشوشي بواب عمارة كريمة)
14. منير مكرم: (مندوب بنك)
15. محمد فريد: (صلاح والدة ميرفت وزوج فريدة)
16. يوسف عيد: (غريب سائق التاكسي الذي تسبب في مقتل عباس)
17. محمود الجندي: (د. عرفة طبيب نفسي تزوج كريمة في أخر الحلقات)
18. لطفي لبيب: (عزت جار كريمة وزوجة ميرفت)
19. سلمي غريب: (سميرة زوجة أخو كريمة)
20. ثريا إبراهيم: (والدة كريمة)
21. ميمي جمال: (فوقية هانم)
22. سماح السعيد: (زوجة ممدوح)
23. فيولا: (مديرة مدرسة)
24. عبد الله مشرف: (محامى عباس زوج كريمه وممدوح ابن عم عباس)
25. حاتم جميل: (جابر)